# مصحة طب وجراحة الأسنان بالمنستير
تعتبر مصحة طب وجراحة الأسنان بالمنستير، من أهم المصحات والمستشفيات العمومية في تونس.
تضم «المصحة» عدة أقسام في مختلف اختصاصات طب الأسنان:
- قسم العلاج التحفظي
- قسم طب وجراحة الأسنان
- قسم بدائل الأسنان الجزئية القابلة للفك
- قسم بدائل الأسنان الكاملة
- قسم بدائل الأسنان الثابتة
- قسم أمراض اللثة
- قسم علاج ووقاية الأطفال
- قسم تقويم الأسنان
- تقدم تكوينا سريريا لطلبة طب الأسنان
- موقع المصحة

تقع المصحة، ،  بجوار كلية طب الأسنان بالمنستير